# 早餐捲餅

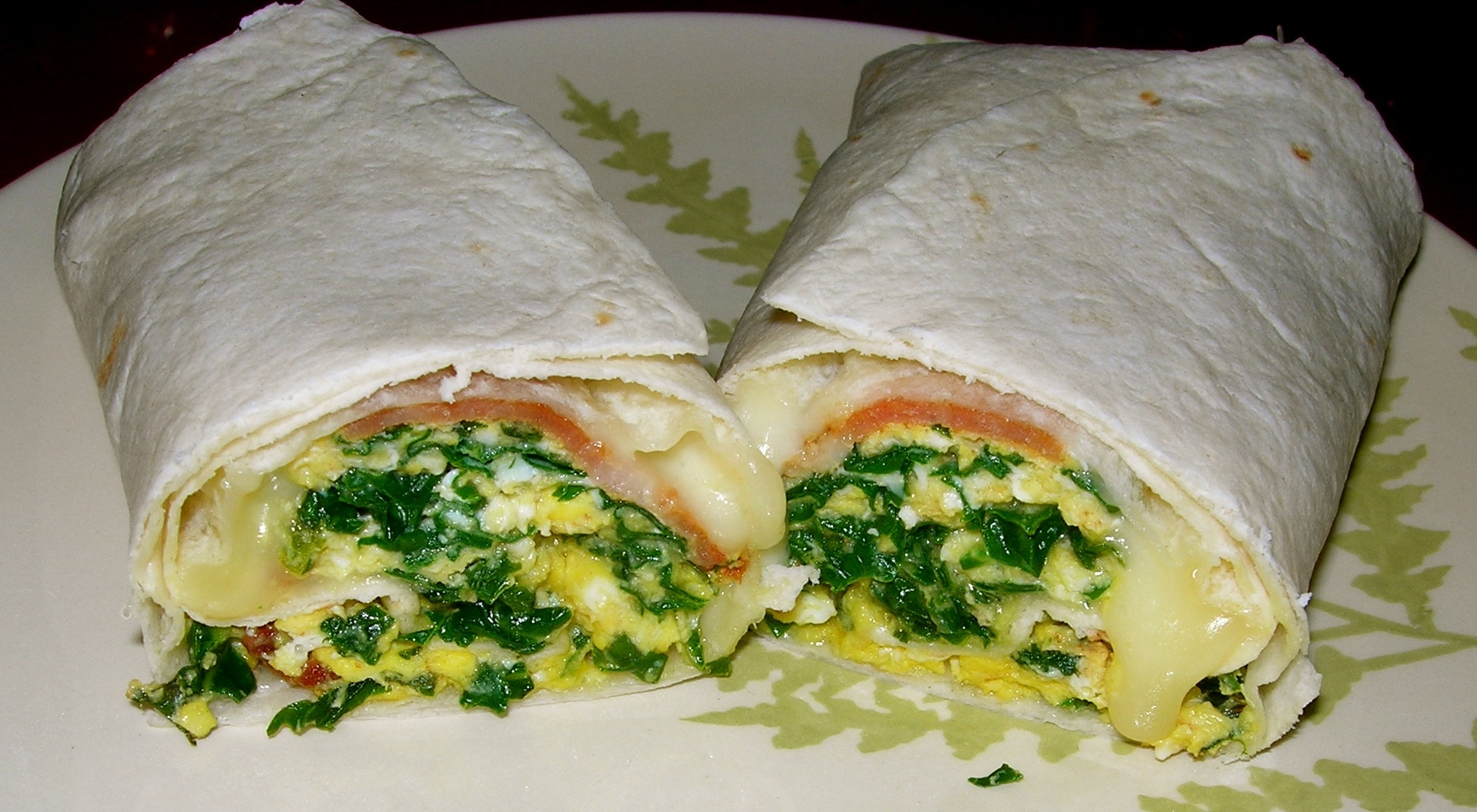
乳酪、培根、甘藍和其他原料製作的早餐捲餅

早餐捲餅 ，在美國西南部以外有時會稱為早餐捲，是以玉米麵餅包著各種配料的一種美式早餐 。全美各地都有類似型態的菜餚，最著名起源地是新墨西哥，該地對美國西南菜系和鄰近的德州-墨西哥影響廣泛。西南部的早餐捲餅通常有：炒蛋 、馬鈴薯、乳酪、辣椒或甜椒、莎莎醬、洋葱、香腸 、培根或酸奶油。 
漢堡王、當肯圈圈餅、麥當勞和塔可鐘之類的速食店販售早餐捲餅。早餐捲餅也是一種街頭小吃。

## 歷史
位於新墨西哥州聖塔菲的蒂雅 · 索菲雅餐廳號稱「早餐捲餅」一詞在1975年首次出現在店家菜單上，但在此之前，西南部的菜餚中就有一種由雞蛋、培根、馬鈴薯和乳酪組成的捲餅。  80年代末期，速食業巨頭麥當勞推出了早餐捲餅；Sonic Drive-In、Hardee's和 Carl's Jr.等速食店，在90年代紛紛推出類似商品。 2014年，塔可鐘推出有早餐捲餅的菜單。

## 製作
早餐捲餅可加入各種餡料如：雞蛋、火腿、乳酪、洋葱、胡椒、培根、加拿大培根、馬鈴薯、香腸、酪梨、番茄、菠菜、豆類、橄欖和其他材料。  在新墨西哥州，通常可以將辣椒「悶（鋪上一層辣椒醬) 」，或者「手持（包辣椒醬或切碎的綠辣椒）」。愛爾蘭的早餐麵包捲製作方法亦類似於此。

## 外部連結
- 维基共享资源上的相關多媒體資源：早餐捲餅